# Huacrachuco
Huacrachuco es un centro poblado peruano, capital del distrito homónimo y de la provincia del Marañón, región Huánuco.

## Historia
En 1546 se construyó el primer templo cristiano denominado San Sebastián de Yamos en Huacrachuco, entre los primeros vecinos de la villa estaban los españoles de apellido Villaorduña, Pantoja, Herrera, Carrera, Gamarra, López, De Ocaña y otros.

## Geografía

### Ubicación
Ubicado en la margen izquierda del río Huacrachuco en un valle interandino excavado por este río en medio de la cadena central, a una altitud de 2920 m s. n. m. y en las coordenadas 8°36′23.35″S 77°08′53.69″O / -8.6064861, -77.1482472.

### Hidrografía
Se ubica en la cuenca del río Marañón, pues el río homónimo es uno de sus afluentes.

### Toponimia
El vocablo "huacrachuco" estaría conformado por dos palabras de la lengua quechua: waqra, que significa  cacho o cuerno y chuco, que se traduce como sombrero o gorra.
Hay quienes piensan que el origen del nombre podría ser de waqtaraq = todavía a la vuelta ( en quechua) y de chuqu = país y/o tierra ( en cholón). Esto es: 'huacrachuco' sería tierra a la vuelta; pues para salir al oeste hay que voltear una cadena de cerros, igualmente para ingresar al este, se levanta una serie de elevaciones y de su cima el verde mar de la alta selva. Pero es una hipótesis carente de sustento razonable.

### Clima
| Parámetros climáticos promedio de Huacrachuco | Parámetros climáticos promedio de Huacrachuco | Parámetros climáticos promedio de Huacrachuco | Parámetros climáticos promedio de Huacrachuco | Parámetros climáticos promedio de Huacrachuco | Parámetros climáticos promedio de Huacrachuco | Parámetros climáticos promedio de Huacrachuco | Parámetros climáticos promedio de Huacrachuco | Parámetros climáticos promedio de Huacrachuco | Parámetros climáticos promedio de Huacrachuco | Parámetros climáticos promedio de Huacrachuco | Parámetros climáticos promedio de Huacrachuco | Parámetros climáticos promedio de Huacrachuco | Parámetros climáticos promedio de Huacrachuco |
| Mes                                           | Ene.                                          | Feb.                                          | Mar.                                          | Abr.                                          | May.                                          | Jun.                                          | Jul.                                          | Ago.                                          | Sep.                                          | Oct.                                          | Nov.                                          | Dic.                                          | Anual                                         |
| --------------------------------------------- | --------------------------------------------- | --------------------------------------------- | --------------------------------------------- | --------------------------------------------- | --------------------------------------------- | --------------------------------------------- | --------------------------------------------- | --------------------------------------------- | --------------------------------------------- | --------------------------------------------- | --------------------------------------------- | --------------------------------------------- | --------------------------------------------- |
| Temp. máx. media (°C)                         | 25                                            | 26                                            | 26                                            | 25                                            | 23.5                                          | 22                                            | 21                                            | 21                                            | 21                                            | 22                                            | 23                                            | 24                                            | 23.3                                          |
| Temp. mín. media (°C)                         | 18.5                                          | 19                                            | 20                                            | 18                                            | 17                                            | 16                                            | 15                                            | 14.5                                          | 14.5                                          | 15                                            | 16                                            | 17                                            | 16.7                                          |
| Precipitación total (mm)                      | 0                                             | 3                                             | 36                                            | 0                                             | 0                                             | 0                                             | 0                                             | 0                                             | 119                                           | 198                                           | 431                                           | 0                                             | 787                                           |
| Fuente: accuweather.com                       |                                               |                                               |                                               |                                               |                                               |                                               |                                               |                                               |                                               |                                               |                                               |                                               |                                               |

## Educación
Mediante un convenio con la Universidad Hermilio Valdizán de Huánuco, se creó una subsede de la Facultad de Agronomía.